# Parascolymia vitiensis
Parascolymia vitiensis es una especie del género de corales Parascolymia, que pertenece a la familia Lobophylliidae, orden Scleractinia.
Hasta 1964 se denominaba Scolymia vitiensis, pero Wells la separó del género Scolymia, creando el nuevo género monotípico Parascolymia. En 2014, Arrigoni et al. realizaron análisis filogenéticos y micro morfológicos de la familia Lobophylliidae, concluyendo que Australomussa es sinonimia de Parascolymia, por lo que Australomussa rowleyensis pasó a ser especie congénere de P. vitiensis.

## Morfología
Los coralla, o esqueletos, pueden ser de pólipo solitario o coloniales. Generalmente son aplanados o cóncavos. En las formas coloniales la reproducción es circumoral, o sea, partiendo de un cáliz inicial, el resto de coralitos se sitúan a su alrededor. Lo que produce una alta variabilidad polimórfica en los coralitos.
Los cálices de los coralitos, o esqueletos individuales de los pólipos, tienen más de 25 mm de anchura. En algunos especímenes, la parte central del cáliz puede tener una depresión superficial. Los coralitos tienen seis ciclos de septa, o placas radiales internas del coralito, raramente siete. La separación entre los septa es amplia, con 4-5 septa cada 5 mm. El grosor de los costosepta, o placas radiales que interconectan los coralitos de la colonia, es desigual. Tienen columela trabecular y esponjosa. Sus tentáculos aparecen por la noche, rodeando el disco oral, con el fin de atrapar presas de plancton.
El color del tejido del pólipo es en tonos verdes, marrón claro, azul-gris, o puede tener valles con tonos crema.

## Hábitat y distribución
Su distribución geográfica comprende el océano Indo-Pacífico, siendo nativo de Australia; Camboya; Chagos; islas Cook; Filipinas; Fiyi; India; Indonesia; Kiribati; Japón; Madagascar; Malasia; Maldivas; islas Marshall; Mauritius; Micronesia; Nauru; Nueva Caledonia; Niue; Palaos; Papúa Nueva Guinea; Pitcairn; Polinesia Francesa; Reunión; Samoa; Samoa Americana; Seychelles; Singapur; Islas Salomón; Taiwán; Tailandia; Tokelau; Tonga; Tuvalu; Vanuatu; Vietnam y Wallis y Futuna.
Habitan en todas las zonas del arrecife, en laderas anteriores y posteriores, lagunas y arenales entre arrecifes. Suele encontrarse en aguas superficiales, en un rango entre 5 y 50 m de profundidad. Aunque algunos ejemplares son bastante comunes en arrecifes profundos.

## Alimentación
Los pólipos contienen algas simbióticas; mutualistas, ambos organismos se benefician de la relación, llamadas zooxantelas. Las algas realizan la fotosíntesis produciendo oxígeno y azúcares, que son aprovechados por los pólipos, y se alimentan de los catabolitos del coral, especialmente fósforo y nitrógeno. Esto les proporciona del 70 al 95% de sus necesidades alimenticias. El resto lo obtienen atrapando plancton con sus tentáculos o absorbiendo materia orgánica del agua.

## Reproducción
Producen esperma y huevos que se fertilizan en el agua. Las larvas deambulan por la columna de agua hasta que se posan y fijan en el lecho marino, una vez allí se convierten en pólipos y comienzan a secretar carbonato cálcico para construir su esqueleto o coralito. 
Asimismo, se reproducen asexualmente mediante gemación del pólipo, dando origen a otros ejemplares y/o a la colonia. Esta reproducción asexual puede ser intracalicular o extracalicular.

## Galería

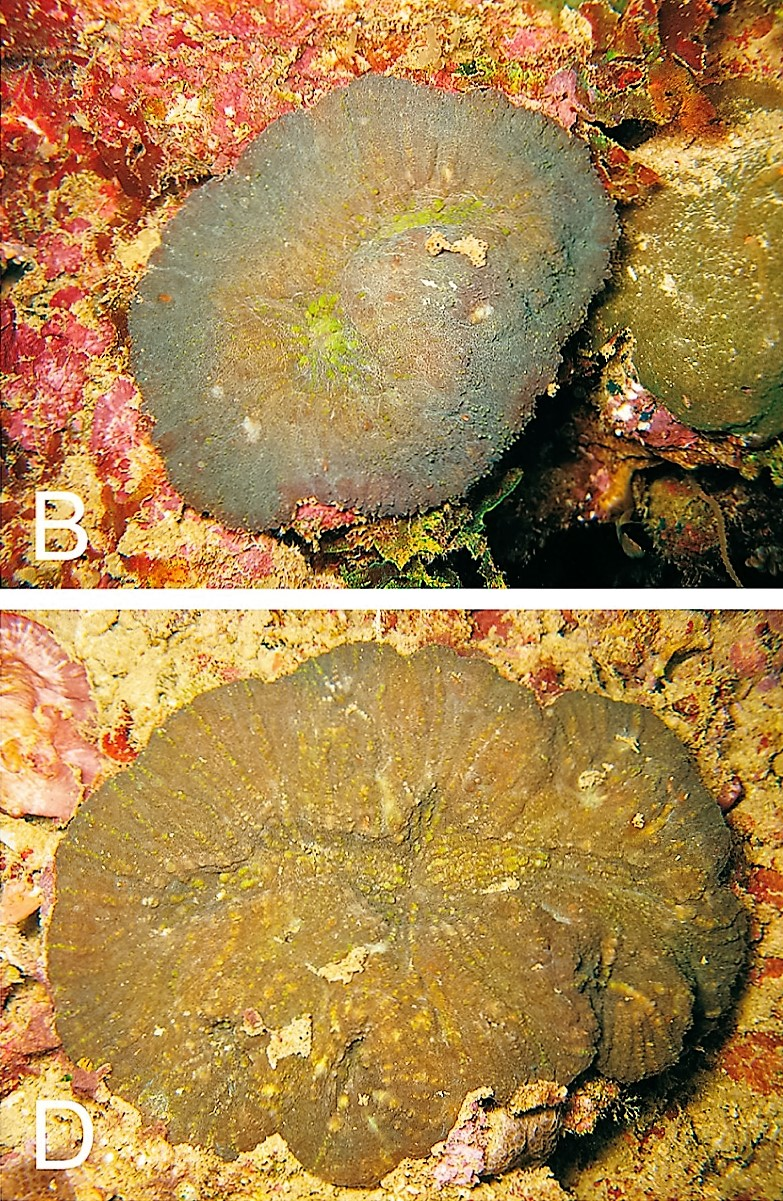
P. vitiensis. B: ejemplar con dos bocas; D: ejemplar con varias bocas
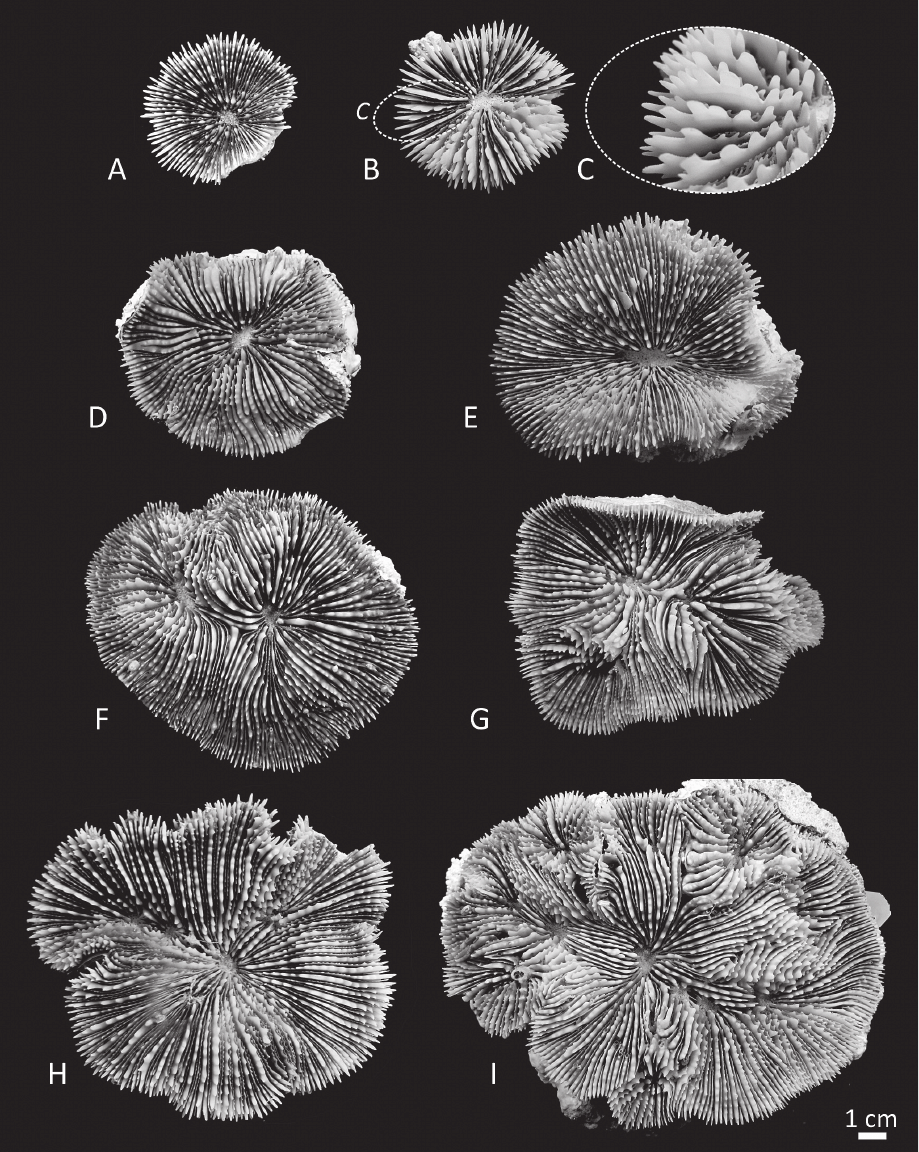
Diversos corallum de P. vitiensis.
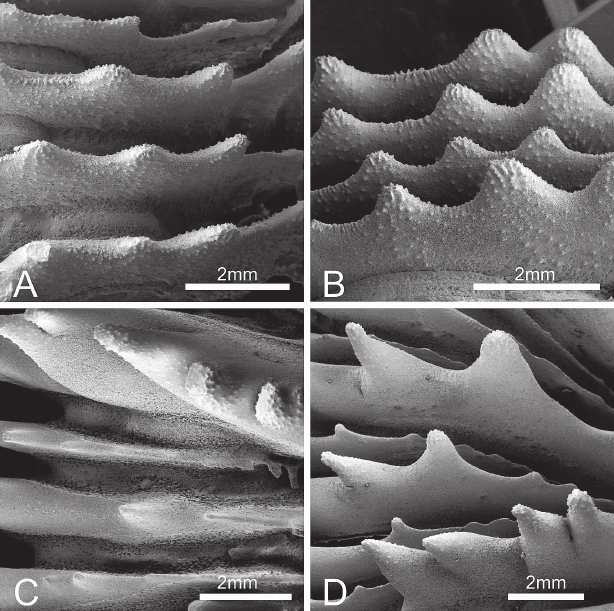
Vista de septa de P. rowleyensis: A-B) y P. vitiensis: C-D)
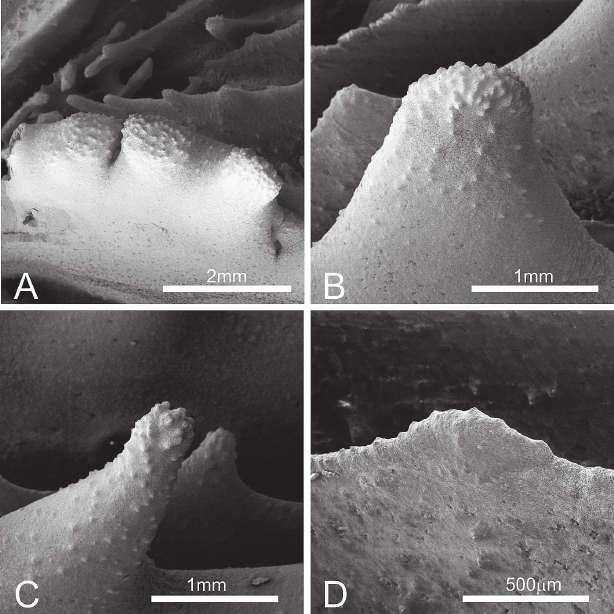
Vistas de septa mostrando su grosor y dientes.
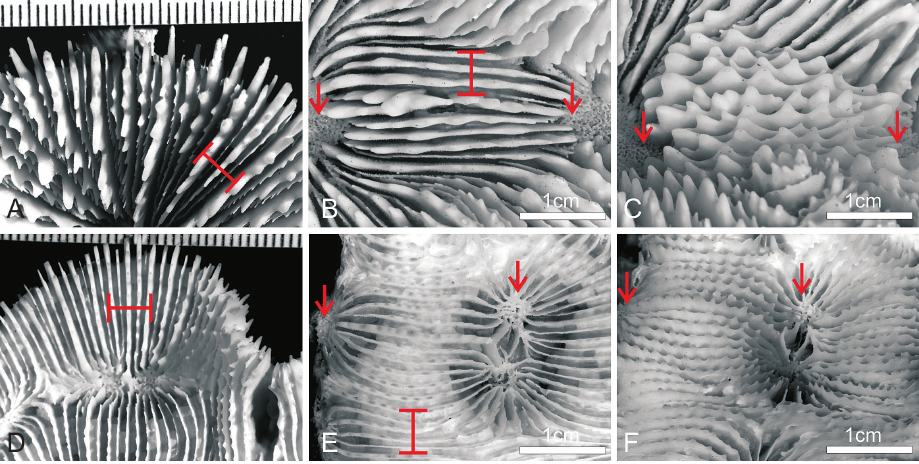
P. vitiensis (A-C) y P. rowleyensis (D-E): A) septa en espécimen monocéntrico; B) vista de los costosepta en espécimen policéntrico; C) vista lateral de la misma porción del espécimen B; D) cálices periféricos de un espécimen; E) vista de los costosepta en espécimen D; F) vista lateral de la misma porción del espécimen E. Flechas rojas indican la posición de la columella en coralitos adyacentes, corchetes rojos situados perpendicularmente a los costosepta muestran el número de costosepta interceptados en 1 cm de transección